# Sofía Alonso
Sofía Isabel Alonso Albrand (* 17. Februar 1992) ist eine guatemaltekische Leichtathletin, die sich auf den Speerwurf spezialisiert hat.

## Sportliche Laufbahn
Erste internationale Erfahrungen sammelte Sofía Alonso 2010 bei den Zentralamerika-Meisterschaften in Guatemala-Stadt, bei denen sie mit einer Weite von 34,14 m die Bronzemedaille hinter der Nicaraguanerin Dalila Rugama und Lorena Medina aus El Salvador. Bei den Zentralamerika-Meisterschaften 2014 in Tegucigalpa gewann sie mit 38,44 m die Silbermedaille hinter Rugama und 2016 gewann sie mit einem Wurf auf 42,30 m die Bronzemedaille, wie auch bei den Meisterschaften 2017 in Tegucigalpa mit 40,90 m. Auch bei den Anschließenden Zentralamerikaspielen in Managua gewann sie mit 41,80 m die Bronzemedaille hinter der Nicaraguanerin Rugama und Genova Arias aus Costa Rica. 2018 gewann sie bei den Zentralamerika-Meisterschaften in Guatemala-Stadt mit 41,98 m die Bronzemedaille und belegte anschließend bei den Zentralamerika- und Karibikspielen in Barranquilla mit 40,09 m den siebten Platz.